# Chrysochir aureus
Chrysochir aureus är en fiskart som först beskrevs av Richardson, 1846.  Chrysochir aureus ingår i släktet Chrysochir och familjen havsgösfiskar. Inga underarter finns listade i Catalogue of Life.